# Garcia (hudební skupina)
Garcia je česká hudební skupina, kterou v létě 2006 založila Kateřina García s Lubošem Malinou. Kapela se specializuje na irské a skotské lidové písně, hrají také vlastní instrumentální skladby. Původně byla kapela čtyřčlenná, během nahrávání prvního alba byl jedním z hostů bubeník David Landštof, dnes člen kapely.
Nyní Kateřina García žije v Dublinu, skupina tak vystupuje jen občas.

## Obsazení
- Kateřina García – zpěv, whistle, akustická kytara
- Luboš Malina – banjo, whistle, tarogáto, kaval
- Petr Košumberský – kytara
- Adam Stivín – basová kytara
- David Landštof – bicí, perkuse

## Diskografie
- Woven Ways, 2007
- Before Dawn, 2010